# Aron Asan Kumbang
Aron Asan Kumbang is een bestuurslaag in het regentschap Pidie van de provincie Atjeh, Indonesië. Aron Asan Kumbang telt 487 inwoners (volkstelling 2010).